# Відкритий чемпіонат Швейцарії 1923
Відкритий чемпіонат Швейцарії 1923 — 8-й відкритий чемпіонат Швейцарії з хокею, чемпіоном став «Санкт-Моріц».

## Півфінали

### Схід
| 31 січня 1923 року |     |         |  |
| «Санкт-Моріц»      | 6:2 | «Давос» |  |
|                    |     |         |  |

### Захід
| 28 січня 1923 року |     |                  |  |
| «Шато де-Окс»      | 2:1 | «Розей» (Гштаад) |  |
|                    |     |                  |  |

## Фінал
| 11 лютого 1923 року |     |               |  |
| «Санкт-Моріц»       | 8:2 | «Шато де-Окс» |  |
|                     |     |               |  |